# Volkan Babacan
Volkan Babacan (* 11. August 1988 in Antalya) ist ein türkischer Fußballtorhüter, der bei Istanbul Başakşehir  unter Vertrag steht.

## Karriere

### Verein
In der Jugend spielte Babacan für Fenerbahçe Istanbul. Nachdem er Profi geworden war, verlieh der Verein ihn für die Saison 2006/2007 an İstanbulspor. Anschließend kehrte er zu Fenerbahçe zurück.
Als der zweite Torwart Fenerbahçes Serdar Kulbilge die Mannschaft zur Saison 2008/09 verließ, rückte Babacan hinter Volkan Demirel eine Position auf. Sein Debüt in der Süper Lig gab er am 20. September 2008 gegen Gençlerbirliği Ankara.
Im Sommer 2010 wechselte Babacan auf Leihbasis zu Kayserispor. Zur Saison 2011/2012 wurde er an Manisaspor ausgeliehen. Zur neuen Saison wechselte er schließlich endgültig zu diesem Klub. Hier etablierte er sich zu einem Leistungsträger und wurde zum Mannschaftskapitän ernannt. In dieser Zeit stieg er auch zum A-Nationalspieler auf.
Zum Sommer 2014 wechselte Babacan wieder in die Süper Lig zum Aufsteiger Istanbul Başakşehir.

### Nationalmannschaft
Babacan nahm mit der türkischen U-17-Auswahl an der U-17-Fußball-Europameisterschaft 2004 und kam beim dortigen Vorrundenaus in allen drei Partien zum Einsatz. Auch bei der U-17-Europameisterschaft 2005 war er Stammtorhüter und absolvierte alle fünf Partien beim Gewinn des Europameistertitels. Bei der anschließenden U-17-Weltmeisterschaft 2005 in Peru war Babacan Kapitän der Mannschaft mit Spielern wie Nuri Şahin, Deniz Yılmaz, Tevfik Köse und Caner Erkin, als das Team erst im Halbfinale mit 3:4 an Brasilien scheiterte und letztlich den 4. Platz belegte.
Mit der U-18-Auswahl nahm er am UEFA-CAF Meridian Cup 2005 teil, im selben Jahr gewann er mit der türkischen Olympiaauswahl eine Silbermedaille bei den Mittelmeerspielen 2005. Auch bei der U-19-Europameisterschaft 2006 war Babacan Stammkeeper, konnte das Aus in der Gruppenphase aber nicht verhindern. Mit der U-21 scheiterte er jeweils bereits in der EM-Qualifikation, 2009 in den Play-offs gegen Belarus, 2011 in der Gruppenphase an der Schweiz.
Nachdem er bei seinem Verein über mehrere Wochen zu überzeugen wusste, wurde er im Anschluss an die Saison 2013/14 im Rahmen einer 18-tägigen Länderspielreise vom Nationaltrainer Fatih Terim in den Kader der türkischen Nationalmannschaft nominiert. Im ersten Spiel dieser Länderspielreise gab Babacan im Testspiel gegen die Kosovarische Fußballauswahl sein Länderspieldebüt. Nach dieser Partie wurde er zwar in den nächsten sechs Spielen nominiert, saß aber auf der Ersatzbank. Erst mit dem Qualifikationsspiel zur Europameisterschaft 2016 vom 13. Oktober 2014 gegen Lettland kam er wieder zu einem A-Länderspieleinsatz. Mit dieser Partie eroberte er sich auch in der Nationalmannschaft den Stammtorhüterplatz und hütete, bis auf eine Testspielpartie gegen die Luxemburgische Nationalmannschaft, in den nachfolgenden acht Länderspielen das türkische Tor.
Bei der Fußball-Europameisterschaft 2016 in Frankreich wurde er als Stammtorhüter in das Aufgebot der Türkei aufgenommen und bestritt alle drei Partien bis zum Ausscheiden nach Abschluss der Gruppenphase.

## Erfolge
Mit seinen Vereinen
- Türkischer Meister: 2004, 2020
- Türkischer Superpokalsieger: 2008, 2010

Mit Türkische U-17-Nationalmannschaft
- U-17-Europameister: 2005
- U-17-WM-Halbfinalist: 2005

Mit der Olympiaauswahl der Türkei
- Silbermedaillengewinner bei den Mittelmeerspielen: 2005